# Доктор Мордрід
«Доктор Мордрід» (англ. Doctor Mordrid) — американський фентезійний фільм з елементами горору 1992 року.

## Сюжет
На долю доброго земного чарівника Мордрід випадає завдання захистити планету від злого чарівника Кабала, з яким вони свого часу разом навчалися магії.

## У ролях
- Джеффрі Комбс — доктор Мордрід
- Іветт Ніпар — Саманта Хант
- Джей Аковоне — Тоні Гауді
- Кіт Кулуріс — Адріан
- Річ Брінклі — Гуннер
- Брайан Томпсон — Кабал
- Перл Шир — Сара Голден
- Мюррей Рубін — містер Берштейн
- Джефф Остін — детектив Левітц
- Джон Апіселла — Моррі
- Джулі Майклс — Ірен
- Марк Фелан — офіцер 1
- Кенн Скотт — офіцер 2
- Скотт Робертс — пожежник
- Стівен Марка — водій броньованого автомобіля
- Джонатан Крюгер — диктор
- Алекс Бенд — (в титрах не вказаний)
- Рей Етерідж — поліцейський (в титрах не вказаний)

## Виробництво
Чарльз Бенд, продюсер великої кількості успішних фільми категорії B, використав свій вплив щоб отримати ліцензію на виробництво фільму про Доктора Стренджа від Marvel Entertainment. Препродакшн затягнувся настільки, що до початку виробництва Бенд втратив ліцензію. Однак він вирішив не відмовлятися від зробленого та перейменував фільм на «Доктор Мордрід» і вніс зміни у сюжет, щоб уникнути проблем з авторськими правами. Однак інші джерела вказують на те, що фільм ніколи не планували знімати за мотивами "Доктора Стренджа".
Продюсером виступив Чарльз Бенд, а співрежисерами — Бенд і його батько, Альберт Бенд. Сценарій до фільму написала Кортні Джойнер, фільм випустила компанія Full Moon Features.